# مسیح در ابولی توقف کرد
مسیح در اِبولی توقف کرد (ایتالیایی: Cristo si è fermato a Eboli) فیلمی درام به کارگردانی فرانچسکو رزی محصول سال ۱۹۷۹ است که بر پایهٔ رمانی به همین نام از کارلو لوی ساخته شد.
فیلم برندهٔ جایزهٔ طلایی در یازدهمین دورهٔ جشنواره بین‌المللی فیلم مسکو و برندهٔ جایزهٔ بفتای بهترین فیلم خارجی شد.

## بازیگران
- جان ماریا ولونته
- لئا ماساری
- الن کیونی
- ایرنه پاپاس
- پائولو بوناچلی
- آنتونیو آلوکا
- فرانسوا سیمون